# サムライ日本
サムライ日本（サムライにっぽん）は、プロダクション人力舎・東京演芸協会所属のコントトリオ。1970年結成。

## メンバー
- 花村 多賀至（はなむら たかし）
  - 結成初期メンバーであり、リーダー。
  - 日大芸術学部在学中から、TBSに所属。その後は長谷川一夫劇団にて活躍し、女形なども務めていた。
  - 東京演芸協会の理事も兼ねている。
  - 2022年1月11日、老衰のため東京都内の高齢者施設で死去。82歳没[1][2][3][4]。
- 池島 美樹（いけしま みき）
  - 結成初期メンバー。
  - 剣道三段であり、俳優をしていた経験もある。
- 及川 のび太（おいかわ のびた）
  - クレイジーキャッツの付き人からコントD51を経て、途中加入。
  - かつて自衛隊に所属しており、バック転は出来るが殺陣は全く出来なかった。
  - 特徴的な髪型は自分で散髪している（なお、実家は理髪店）。

### 旧メンバー
- 室町 大助（むろまち だいすけ） 
  - 一時期、及川に変わるメンバーとして在籍。

## 芸風・歴史
1970年結成。花村と池島はオリジナルメンバー。1980年には既にベテランでありながら『お笑いスター誕生!!』に出場し、3週勝ち抜きを達成する。
いわゆるチャンバラコントを展開しているが、より本格的な殺陣と多彩な武器を駆使した笑いが大きな特徴。中でもサムライ日本のトレードマークとも言えるのが鎖鎌である。スポンジで出来た球状の分銅が大きめになっていて、コントのクライマックスで登場する。コントが進行するに連れて分銅が大きくなる。
1981年からは「チャンバラ教室」を主宰し、多くの門下生を抱えている。一門の門下生には俳優で殺陣師の室町大助などがいた（なお、室町は一時期助っ人としてサムライ日本のメンバーとなっていた）。
また、年一度定期的に催しているリサイタルも人気を博しており、ロサンゼルス・サンフランシスコ・台湾・シンガポールなど海外でも活躍している。
2022年1月11日、リーダーの花村が逝去。享年82。2023年9月頃から、プロダクション人力舎の公式ホームページには及川のみがサムライ日本の名前を引き継ぐ形でプロフィール欄に掲載されている。

## 出演

### テレビ
- お好み演芸会（NHK総合）
- ひるのプレゼント（NHK総合）
- お笑いスター誕生!!（日本テレビ）
- 笑いがいちばん（NHK総合）
- 笑点（日本テレビ）
- タモリ倶楽部（テレビ朝日、1991年8月16日）「新武道スポーツチャンバラ!」
- モヤモヤさまぁ〜ず2（テレビ東京、2018年6月17日）※及川のみ出演。